# Municipio de Fishing Creek (condado de Granville)
El municipio de Fishing Creek (en inglés: Fishing Creek Township) es un municipio ubicado en el  condado de Granville en el estado estadounidense de Carolina del Norte. En el año 2010 tenía una población de 8.169 habitantes.

## Geografía
El municipio de Fishing Creek se encuentra ubicado en las coordenadas 36°16′49.52″N 78°35′7″O / 36.2804222, -78.58528.